# Louisa Garrett Andersonová
Louisa Garrett Andersonová, CBE (28. července 1873 Aldeburgh – 15. listopadu 1943 Buckinghamshire) byla průkopnicí v lékařství, členkou Sociální a politické unie žen, sufražetkou a sociální reformátorkou. Byla dcerou zakladatelské lékařské průkopnice Elizabeth Garrett Anderson, jejíž životopis napsala v roce 1939. Louisa byla hlavním chirurgem Sboru ženské nemocnice (WHC) a členkou Královské lékařské společnosti. Její teta, Dame Millicent Fawcettová, byla britská spisovatelka. Louisa se nikdy nevdala.

## Životopis
Byla jednou ze tří dětí Jamese George Skeltona Andersona ze společnosti Orient Steamship Company, kterou vlastnil jeho strýc Arthur Anderson, a Elizabeth Garrett Andersonové, první ženy, která získala lékařskou kvalifikaci, spoluzakladatelky London School of Medicine pro ženy a první britskou volenou starostku (v Aldeburgh).
Vystudovala na St Leonards School v St. Andrews, Fife a na London School of Medicine pro ženy v Royal Free Hospital, kde pracovala jako lékařka v soukromé praxi i v nemocnicích.
V první světové válce sloužila ve Francii ve Sboru ženských nemocnic (WHC, Women's Hospital Corps). Spolu se svou přítelkyní a kolegyní Dr. Florou Murray založila vojenské nemocnice pro francouzskou armádu v Paříži a Wimereux. Jejich návrhy byly britskými úřady nejprve odmítnuty, ale nakonec se WHC pevně usadil ve vojenské nemocnici Endell Street, Holborn, Londýn, kde veškerý personál tvořily ženy, od hlavního chirurga po řádové sestry. Napsala řadu lékařských článků.
Je pohřbena v kostele Nejsvětější Trojice se svou partnerkou a kolegyní, Dr. Florou Murray, blízko svého domova v Penn, Buckinghamshire. Nápis na jejím náhrobku zní "Louisa Garrett Anderson, CBE, MD, hlavní chirurg Ženského nemocničního sboru 1914–1919. Dcera Jamese George Skeltona Andersona a Elizabeth Garrett Anderson z Aldeburgh, Suffolk. Narozena 28. července 1873, zemřela 15. listopadu 1943. Byly jsme slavně šťastné.“
Její jméno a obraz je (s dalšími 58 sufražetkami) na podstavci sochy Millicent Fawcett na Parlamentním náměstí (Parliament Square) v Londýně. Socha byla odhalena v roce 2018.